# Karl Pfänder
Karl Pfander nasceu em 1818. Ele foi um artista e uma figura proeminente no movimento alemão e internacional da classe trabalhadora. Ele era amigo e associado de Karl Marx e Frederick Engels. Emigrou para Londres, Inglaterra, em 1845. Ele era membro da German Workers Educational Society em Londres, membro da Autoridade Central da Liga Comunista e também membro do Conselho Geral da Primeira Internacional. Karl Pfander morreu em 1876.